# Pomezí (Staré Město pod Landštejnem)
Pomezí (německy Markl) je malá vesnice, část městyse Staré Město pod Landštejnem v okrese Jindřichův Hradec v Jihočeském kraji. Nachází se asi tři kilometry severozápadně od Starého Města pod Landštejnem. Je zde evidováno 44 adres. V roce 2011 zde trvale žilo devět obyvatel.
Pomezí leží v katastrálním území Pomezí pod Landštejnem o rozloze 11,05 km². V katastrálním území Pomezí pod Landštejnem leží i ves Landštejn a stejnojmenný hrad. V tomto katastrálním území je ochranné pásmo zříceniny tohoto hradu.

## Historie
První písemná zmínka o vesnici pochází z roku 1568.

## Obyvatelstvo
| Rok            | 1869 | 1880 | 1890 | 1900 | 1910 | 1921 | 1930 | 1950 | 1961 | 1970 | 1980 | 1991 | 2001 | 2011 | 2021 |
| -------------- | ---- | ---- | ---- | ---- | ---- | ---- | ---- | ---- | ---- | ---- | ---- | ---- | ---- | ---- | ---- |
| Počet obyvatel | 194  | 181  | 181  | 176  | 169  | 105  | 110  | 23   | 24   | 23   | 13   | 2    | 2    | 9    | 2    |
| Počet domů     | 22   | 24   | 22   | 22   | 22   | 22   | 24   | 16   | 6    | 6    | 5    | 15   | 16   | 18   | 15   |

## Obecní správa
Při sčítání lidu v letech 1850–1929 Pomezí bylo osadou obce Vitíněves v okrese Jindřichův Hradec. V letech 1930–1950 bylo samostatnou obcí v okrese Jindřichův Hradec. Od roku 1951 je částí městyse Staré Město pod Landštejnem, se kterým patřilo nejprve do okresu Dačice, ale od roku 1960 opět v okrese Jindřichův Hradec. V letech 1930–1950 k obci patřil Landštejn.

## Pamětihodnosti
- Hrad Landštejn
- Kostel svatého Jana Křtitele
- Pozůstatky hradu zvaného též Markl